# Taoyuan
Taoyuán (en chino : 桃園市, pinyin: Táoyuán Shì) es un municipio especial de la República de China, localizado en la parte noroeste de la isla de Taiwán y a 21 km al suroeste de Taipéi. Limita al norte con el océano Pacífico, al sur con el condado de Yilan, al oeste con el condado de Hsinchu y al este con el Nueva Taipéi.
Su superficie ocupa 1221 km² y su población es de 2 245 059 habitantes. El distrito de Taoyuan es la sede del gobierno municipal y, junto con el distrito de Zhongli, forma una gran área metropolitana. En efecto, Taoyuan pasó de ser una ciudad satélite del área metropolitana de Taipei, a convertirse en la cuarta área metropolitana más grande y la quinta ciudad más poblada de Taiwán. En la actualidad, es una importante región industrial de Taiwán, que alberga muchos parques industriales y sedes de empresas de tecnología. Debido a la proximidad de la ciudad a Taipei y al menor costo de vida, Taoyuan ha vivido el crecimiento poblacional más rápido de todas las ciudades de Taiwán en las últimas décadas. La ciudad también alberga a 116.000 trabajadores extranjeros, muchos de los cuales provienen del Sudeste asiático y trabajan en fábricas o como cuidadores domésticos.  El Aeropuerto Internacional de Taiwán Taoyuan es el aeropuerto más importante de los tres aeropuertos internacionales de Taiwán, y está situado en este condado.
El nombre de la ciudad deriva del mandarín y significa "el jardín del melocotón", ya que la zona solía tener muchas flores de melocotón. Por eso, la flor y el árbol del condado las son del duraznero. Su máxima altura está en el monte Xuebai (雪白山), a 2444 m, cuyo nombre quiere decir nieve blanca.
De Taoyuan es oriunda la tribu pingpu, uno de los pueblos aborígenes de Taiwán.

## Historia
En los primeros tiempos, la meseta de Taoyuan estaba habitada por aborígenes de las llanuras taiwanesas. Durante la Prehistoria, el pueblo ketagalan se instaló en Nankan.
Durante la etapa de la colonización holandesa, la colonización española y con Zheng He, de la dinastía Ming, no había en la zona actividades industriales ni de cultivo a gran escala. Durante la era Qing, varias personas de las provincia de Fujian y de Guangdong comenzaron a emigrar a la actual Taoyuan para desarrollar y cultivar la tierra. Plantaron melocotoneros que, cuando florecían por completo en primavera, eran tan hermosos que la gente llamó a esta tierra Toahong (en chino: 桃仔園; en pinyin: Táozǐyuán; en pe̍h-ōe-jī: Thô-á-hn̂g; literalmente, 'melocotonero', 'huerta').
En noviembre de 1901, durante la era japonesa, se estableció en la zona una oficina administrativa local, Toshien Chō (桃仔園廳), que pasó a llamarse Tōen Chō (桃園廳) en 1905. En 1920, la zona de Tōen se incorporó a la Prefectura de Shinchiku.
Tras la transferencia de Japón a la República de China, la zona sonde se levanta en la actualidad la ciudad de Taoyuan se incorporó al condado de Hsinchu. En 1950, se estableció el condado de Taoyuan, separándolo del condado de Hsinchu. El 21 de abril de 1971, la ciudad de Taoyuan se convirtió en la sede del condado de Taoyuan. Constaba de seis ciudades, un corregimiento urbano y seis corregimientos rurales.
En junio de 2009, el Yuan Ejecutivo aprobó el plan para convertir Taoyuan de condado a municipio especial. El 25 de diciembre de 2014, el condado de Taoyuan se convirtió en el municipio especial de la ciudad de Taoyuan (桃園市).

## Administración
El Condado Taoyuán administra cinco ciudades municipales, un poblado y siete aldeas (乡):
- Ciudad de Taoyuan 桃園市
- Ciudad de Zhongli 中壢市
- Ciudad de Pingzhen 平鎮市
- Ciudad de Bade 八德市
- Ciudad de Yangmei 楊梅市
- Poblado de Daxi 大溪鎮
- Aldea de Luzhu 蘆竹鄉
- Aldea de Longtan 龍潭鄉
- Aldea de Guishan 龜山鄉
- Aldea de Dayuan 大園鄉
- Aldea de Guanyin 觀音鄉
- Aldea de Xinwu 新屋鄉

## Personas ligadas al municipio
- Shih-Wei Chen (1985), pianista.
- Luo KeJia (2002), integrante del grupo musical GNZ48.
- Shuhua (2000), integrante del grupo musical (G)I-DLE.